# Leptolepia aspidioides
Leptolepia aspidioides là một loài dương xỉ trong họ Dennstaedtiaceae. Loài này được Mett., Kuhn mô tả khoa học đầu tiên năm 1882.
Danh pháp khoa học của loài này chưa được làm sáng tỏ. 